# 下田船渠

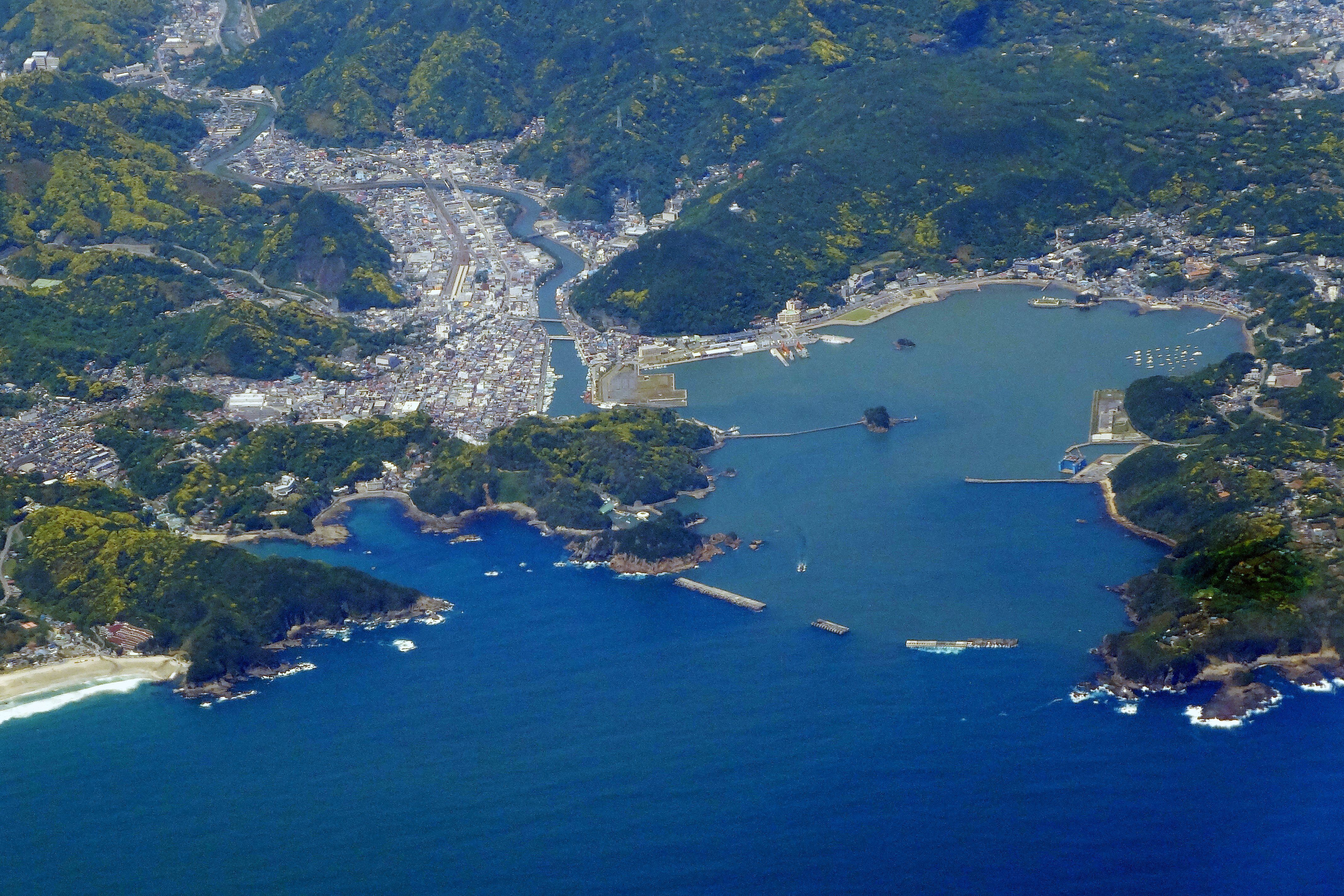
中央が造船所のあった武ガ浜

下田船渠（しもだせんきょ）は、静岡県下田市にあった造船会社。

## 概要

### 設立
天明年間より下田で造船を営んでいた澤村家が1898年（明治31年）に設立した造船所である。初代社長の澤村久右衛門は下田船渠とは別に澤村造船所を営んでおり、下田船渠はドックを保有して賃借するのみで自社での造船は行っていなかった。1902年に株式会社に改組したものの、入渠する船が少なく経営不振に陥り、1908年には東京湾汽船（現在の東海汽船）へ20年間の長期契約でドックを貸し出す契約を結んだ。その後、ドックでは東京湾汽船の客船が建造されていたが、船舶の大型化・鋼船化、関東大震災による東京湾汽船月島工場の被災などにより、建造能力の拡大を東京湾汽船から求められたため、協議の結果、新会社を設立して下田船渠の設備を引き取り、澤村造船所を継承、東京湾汽船の負担で建造能力の拡張を行うこととなった。これにより、下田船渠は自社で一貫建造が可能な造船所となった。

### 解散
その後、大洋漁業グループの傘下となっていたが、経営悪化により1985年秋に来島どっくグループの傘下となった。来島どっくグループ入りの際には、人員を350名から160名に半減して新造船事業を継続する条件であったが、実際には新造船の建造はなく修繕船事業中心の操業となり、1987年4月には新造船事業の継続が実施されていないことを理由に静岡銀行から融資を打ち切られた。同年5月に経営陣側は修繕船事業専業として建造設備を破棄、さらに人員を半減して企業存続を図る合理化案を提示したが、新造船事業の継続が反故にされた経緯から組合側は拒否した。同年6月には来島どっくの経営危機が表面化、10月になり希望退職者を募集したものの応募はなく、資金繰りの目処がつかないことを理由に、臨時取締役会で解散を決定、1987年11月27日に臨時株主総会で解散を決議した。来島どっくの経営危機に関係した創業90年以上の地域の中核企業の解散であり、臨時株主総会の強行などが問題となり、第111回国会の参議院運輸委員会でも取り上げられ、運輸大臣に就任した石原慎太郎が答弁を行っている。
造船所跡地はバブル時代にリゾート開発が計画されたが頓挫、現在は岸壁、港湾用地、駐車場として使用されている。澤村久右衛門が1915年に建てた邸宅は現存しており、1985年に下田市歴史的建造物の指定を受けた後、2008年に澤村家から下田市へ寄贈された。2010年から2011年にかけて耐震改修、リノベーションを実施した後、「旧澤村邸」として2012年にオープン、観光交流拠点として使用されている。

## 沿革
- 1898年9月22日 - 下田船渠合資会社設立
- 1902年10月31日 - 下田船渠株式会社（初代）に改組
- 1908年1月26日 - 東京湾汽船と20年間のドックの賃貸契約を締結（賃貸料1300円/年）
- 1923年9月1日 - 関東大震災発生、造船所設備に被害なし
- 1925年9月22日 - 下田船渠株式会社（2代）設立
- 1972年1月 - 下田船渠を存続会社として大野造船、下田造船と合併
- 1972年10月 - 武ガ浜新工場完成（建造能力3,000トン）
- 1974年10月 - 船台拡張完了（建造能力7,500トン）
- 1985年 - 来島どっく傘下となる
- 1987年11月27日 - 臨時株主総会で解散を決議
- 1987年11月30日 - 解散を登記

## 主な建造船
- 大函丸 (初代)
- 第二大函丸
- 第三大函丸
- 第六青函丸
- 芙蓉丸
- 新かなや丸
- くりはま丸 (2代)
- かなや丸 (2代)